# Nati nel 1959/Giugno
| Questa pagina contiene informazioni ricavate automaticamente dalle voci biografiche con l'ausilio del template Bio e di un bot. L'aggiornamento è periodico e automatico e ricostruisce completamente la pagina. Se manca una persona in questa lista, sei pregato di non aggiungerla, ma accertati piuttosto che la sua voce biografica contenga il template Bio e che i dati anagrafici siano correttamente compilati. Se il template Bio manca, inseriscilo tu stesso o, in alternativa, metti l'avviso {{tmp\|Bio}} che ne segnala la mancanza. Se i dati riportati sono sbagliati, correggi direttamente la voce biografica; le modifiche saranno visibili in questa lista entro pochi giorni. Per chiarimenti vedi il progetto biografie. La lista contiene solo le 302 persone che sono citate nell'enciclopedia e per le quali è stato implementato correttamente il template Bio. Pagina aggiornata al 2 ago 2025. |

- 1º giugno - Fabio Alverà, giocatore di curling italiano
- 1º giugno - Roland van den Bergh, ex cestista olandese
- 1º giugno - Antonio Bicchi, scienziato italiano
- 1º giugno - Martin Brundle, ex pilota automobilistico e commentatore televisivo britannico
- 1º giugno - Deirdre Clune, politica irlandese
- 1º giugno - Rodolfo Coria, paleontologo argentino
- 1º giugno - Pippo Delbono, attore e regista italiano
- 1º giugno - Hassan Diab, politico libanese
- 1º giugno - David Hughes, ex giocatore di football americano statunitense
- 1º giugno - Nadežda Kadyševa, cantante russa
- 1º giugno - Alfred Adewale Martins, arcivescovo cattolico nigeriano
- 1º giugno - Thierry Rey, ex judoka francese
- 1º giugno - Peter Skinner, ex politico britannico
- 1º giugno - Ian Stokell, sceneggiatore, produttore cinematografico e regista britannico
- 1º giugno - Fiorenzo Treossi, dirigente sportivo e ex arbitro di calcio italiano
- 1º giugno - Alan Wilder, compositore, arrangiatore e produttore discografico britannico
- 1º giugno - Patrick d'Assumçao, attore francese
- 2 giugno - Gianfranco Bortolotti, produttore discografico italiano
- 2 giugno - Conradin Cathomen, ex sciatore alpino svizzero
- 2 giugno - Rineke Dijkstra, fotografa olandese
- 2 giugno - Lydia Lunch, cantante, poetessa e scrittrice statunitense
- 3 giugno - Ken Bentsen, politico statunitense
- 3 giugno - Sam Mills, giocatore di football americano statunitense († 2005)
- 3 giugno - Bonaventure Nahimana, arcivescovo cattolico burundese
- 3 giugno - Park Chan-suk, ex cestista sudcoreana
- 3 giugno - Beppe Sebaste, scrittore, poeta e giornalista italiano
- 3 giugno - Becky Smith, ex nuotatrice canadese
- 4 giugno - Anil Ambani, imprenditore indiano
- 4 giugno - Biagio Cepollaro, poeta italiano
- 4 giugno - Maria Di Rienzo, scrittrice e saggista italiana
- 4 giugno - Judith Gross, ex cestista rumena
- 4 giugno - Gerardo Panno, conduttore radiofonico italiano († 2012)
- 4 giugno - Luciano Pizzetti, politico italiano
- 5 giugno - Bill Dugan, ex giocatore di football americano statunitense
- 5 giugno - Mark Ella, ex rugbista a 15 e allenatore di rugby a 15 australiano
- 5 giugno - Neena Gupta, attrice indiana
- 5 giugno - Rob Harrison, ex mezzofondista britannico
- 5 giugno - Małgorzata Kubiak, ex cestista polacca
- 5 giugno - Francesco Mora, filosofo e storico della filosofia italiano († 2022)
- 5 giugno - Jorge Eduardo Scheinig, arcivescovo cattolico argentino
- 5 giugno - Werner Schildhauer, ex mezzofondista tedesco
- 5 giugno - Jesper Worre, ex ciclista su strada e pistard danese
- 6 giugno - Sherry Acker, ex tennista statunitense
- 6 giugno - Marwan Barghuthi, politico palestinese
- 6 giugno - Marco Borradori, politico svizzero († 2021)
- 6 giugno - Madeleine Dean, politica statunitense
- 6 giugno - John Garris, ex cestista statunitense
- 6 giugno - Zakir Hasanov, generale e politico azero
- 6 giugno - Maurizio Iorio, ex calciatore italiano
- 6 giugno - Jimmy Jam & Terry Lewis, musicista e produttore discografico statunitense
- 6 giugno - Mario Landolfi, politico e giornalista italiano
- 6 giugno - Neal H. Moritz, produttore cinematografico statunitense
- 6 giugno - Amanda Pays, attrice e designer britannica
- 6 giugno - Dag Erik Pedersen, ciclista su strada norvegese († 2024)
- 6 giugno - Lindsay Posner, regista teatrale britannico
- 6 giugno - Andrej Prokof'ev, ostacolista e velocista sovietico († 1989)
- 6 giugno - Luca Raffaelli, giornalista, saggista e sceneggiatore italiano
- 6 giugno - Marie Richardson, attrice svedese
- 6 giugno - Dave Schultz, lottatore statunitense († 1996)
- 6 giugno - Akiko Takeshita, attrice giapponese
- 6 giugno - Grazia Vitale, cantante italiana
- 6 giugno - John Wiggins, chitarrista britannico
- 6 giugno - Robert Ian Winstin, compositore, direttore d'orchestra e pianista statunitense († 2010)
- 7 giugno - Matthew Ishaya Audu, arcivescovo cattolico nigeriano
- 7 giugno - Thelma Guedes, scrittrice, sceneggiatrice e autrice televisiva brasiliana
- 7 giugno - Mohsen Kadivar, filosofo e teologo iraniano
- 7 giugno - Randall Lewis, ex lottatore statunitense
- 7 giugno - Mike Pence, politico statunitense
- 7 giugno - Riccardo Pozzo, filosofo e storico della filosofia italiano
- 7 giugno - Randy Ragan, ex calciatore canadese
- 7 giugno - Pierre Savelli, politico francese
- 7 giugno - Kevin Strickland, statunitense
- 8 giugno - Nayef Al Rodhan, neuroscienziato, filosofo e scrittore saudita
- 8 giugno - Piergianni Farina, ex rugbista a 15 italiano
- 8 giugno - Victoria Hislop, scrittrice britannica
- 8 giugno - Battista Lena, musicista e compositore italiano
- 8 giugno - Mark McNamara, cestista statunitense († 2020)
- 8 giugno - Sandro Oliveri, politico italiano
- 8 giugno - Rebecca Rogers, storica e docente statunitense
- 8 giugno - Zurab Sturua, scacchista georgiano
- 8 giugno - Hubert Velud, allenatore di calcio e ex calciatore francese
- 8 giugno - Georges Vestris, ex cestista francese
- 8 giugno - Bernard White, attore statunitense
- 9 giugno - Pietro Aglieri, mafioso italiano
- 9 giugno - Fabio Beltram, fisico italiano
- 9 giugno - Gregg Bissonette, batterista statunitense
- 9 giugno - Cristóvão Borges, allenatore di calcio e ex calciatore brasiliano
- 9 giugno - Dimităr Dimitrov, allenatore di calcio e ex calciatore bulgaro
- 9 giugno - Binyamin Gantz, politico israeliano
- 9 giugno - José Guirao Cabrera, politico spagnolo († 2022)
- 9 giugno - Elly van Hulst, ex mezzofondista olandese
- 9 giugno - Davey Moore, pugile statunitense († 1988)
- 9 giugno - Maria Persson, attrice svedese
- 9 giugno - Fritz Rott, doppiatore tedesco
- 9 giugno - Will Simpson, cavaliere statunitense
- 9 giugno - Elena Ugolini, politica e funzionaria italiana
- 10 giugno - Carlo Ancelotti, allenatore di calcio e ex calciatore italiano
- 10 giugno - Víctor Cámara, attore, conduttore televisivo e ex modello venezuelano
- 10 giugno - Jadranko Prlić, politico e criminale di guerra croato
- 10 giugno - Ange Santini, politico francese
- 10 giugno - Eliot Spitzer, avvocato e politico statunitense
- 10 giugno - Elston Turner, ex cestista e allenatore di pallacanestro statunitense
- 10 giugno - Timothy Van Patten, attore e regista statunitense
- 10 giugno - Jay Vincent, ex cestista statunitense
- 10 giugno - Billy Whitehurst, ex calciatore inglese
- 11 giugno - Mike Arcuri, politico e avvocato statunitense
- 11 giugno - Viviana Bontacchio, calciatrice italiana († 2012)
- 11 giugno - Craig Dykema, ex cestista statunitense
- 11 giugno - Ron Hallstrom, ex giocatore di football americano statunitense
- 11 giugno - Hugh Laurie, attore, comico e musicista britannico
- 11 giugno - Magnum T.A., ex wrestler statunitense
- 11 giugno - Eugenio Minasso, politico italiano († 2021)
- 11 giugno - Alan Moulder, produttore discografico britannico
- 11 giugno - Mark Rezyka, regista canadese
- 11 giugno - Carol Ross, ex cestista e allenatrice di pallacanestro statunitense
- 11 giugno - Mechtild Rössler, geografa tedesca
- 11 giugno - Mino Taricco, politico italiano
- 11 giugno - Daniel Edward Thomas, vescovo cattolico statunitense
- 11 giugno - Susan Van Camp, illustratrice statunitense
- 12 giugno - Steve Bauer, dirigente sportivo, ex ciclista su strada e pistard canadese
- 12 giugno - Jerzy Binkowski, ex cestista e allenatore di pallacanestro polacco
- 12 giugno - Jervis Johnson, designer inglese
- 12 giugno - John Linnell, cantante, chitarrista e batterista statunitense
- 12 giugno - Hilary McKay, scrittrice britannica
- 12 giugno - Alessandro Pagano, politico italiano
- 12 giugno - Ferruccio Pinotti, giornalista e saggista italiano
- 12 giugno - Petar Rajič, arcivescovo cattolico bosniaco
- 12 giugno - Juan Antonio San Epifanio, ex cestista spagnolo
- 12 giugno - Beniamino Vignola, ex calciatore italiano
- 12 giugno - Erwin Weber, ex pilota di rally tedesco
- 13 giugno - Bojko Borisov, politico bulgaro
- 13 giugno - Jennifer Chandler, ex tuffatrice statunitense
- 13 giugno - Sabina Chebichi, ex mezzofondista keniota
- 13 giugno - Maurice G. Dantec, scrittore e musicista francese († 2016)
- 13 giugno - Sandro Dionisio, regista cinematografico e sceneggiatore italiano
- 13 giugno - Klaus Iohannis, politico rumeno
- 13 giugno - Jim Irsay, imprenditore e dirigente sportivo statunitense († 2025)
- 13 giugno - Aleksandr Koškin, pugile sovietico († 2012)
- 13 giugno - Mairead McGuinness, politica irlandese
- 13 giugno - Eben Moglen, giurista statunitense
- 13 giugno - José Raúl Mulino, politico e diplomatico panamense
- 13 giugno - Chuck Nevitt, ex cestista statunitense
- 13 giugno - Mike Smith, allenatore di football americano statunitense
- 13 giugno - Andrea Stimpfl, allenatore di calcio e calciatore italiano († 2008)
- 13 giugno - Katalin Tuschák, ex schermitrice ungherese
- 14 giugno - Enrico Fabbro, allenatore di calcio italiano
- 14 giugno - Bob Hazell, ex calciatore inglese
- 14 giugno - Marcus Miller, bassista, compositore e produttore discografico statunitense
- 14 giugno - Valerij Movčan, ex pistard russo
- 14 giugno - Italo Righi, politico sammarinese
- 14 giugno - Buzz Sawyer, wrestler statunitense († 1992)
- 14 giugno - Sir Oliver Skardy, cantante italiano
- 14 giugno - Roland Stadler, ex tennista svizzero
- 14 giugno - Antonio Staglianò, vescovo cattolico italiano
- 14 giugno - Håkan Södergren, ex hockeista su ghiaccio svedese
- 14 giugno - Alan Thompson, ex canoista neozelandese
- 15 giugno - Alan Brazil, ex calciatore scozzese
- 15 giugno - Eileen Davidson, attrice statunitense
- 15 giugno - Tor Endresen, cantante norvegese
- 15 giugno - Paul Dennis Etienne, arcivescovo cattolico statunitense
- 15 giugno - Bettina Köster, cantante, sassofonista e attrice tedesca
- 15 giugno - Sanja Ožegović, ex cestista jugoslava
- 15 giugno - Baselios Cleemis Thottunkal, cardinale e arcivescovo cattolico indiano
- 15 giugno - U-Jin, fumettista giapponese
- 16 giugno - Curtis Berry, ex cestista e allenatore di pallacanestro statunitense
- 16 giugno - Mario Greco, dirigente d'azienda italiano
- 16 giugno - Juary, allenatore di calcio e ex calciatore brasiliano
- 16 giugno - Lee Tae-yeop, ex calciatore sudcoreano
- 16 giugno - Giorgio Longhi, ex giocatore di football americano e allenatore di football americano italiano
- 16 giugno - Ábraham Løkin, ex calciatore faroese
- 16 giugno - Hagen Melzer, ex siepista tedesco
- 16 giugno - Willard E. Pugh, attore statunitense
- 16 giugno - Maurizio Raise, ex calciatore italiano
- 16 giugno - John Franklin, attore statunitense
- 16 giugno - Salvador Sobrino, tuffatore messicano
- 16 giugno - The Ultimate Warrior, wrestler statunitense († 2014)
- 16 giugno - Stephen Peter Wright, ex calciatore britannico
- 17 giugno - Charles Fancutt, ex tennista australiano
- 17 giugno - Vivienne Gapes, ex sciatrice alpina neozelandese
- 17 giugno - Robert William Marshall, vescovo cattolico statunitense
- 17 giugno - Adrie van der Poel, ex ciclista su strada e ciclocrossista olandese
- 17 giugno - Ulrike Richter, ex nuotatrice tedesca
- 17 giugno - Nikos Stauropoulos, ex cestista, allenatore di pallacanestro e dirigente sportivo greco
- 17 giugno - Gennaro Vecchione, generale, funzionario e prefetto italiano
- 17 giugno - Kazuki Yao, doppiatore giapponese
- 18 giugno - Andreas Bergmann, allenatore di calcio e ex calciatore tedesco
- 18 giugno - Johnny Lee Clary, politico, wrestler e predicatore statunitense († 2014)
- 18 giugno - Massimo Iosa Ghini, architetto e designer italiano
- 18 giugno - Patrizio de Lollis, incisore italiano
- 18 giugno - Catherine Malabou, filosofa francese
- 18 giugno - Antonio Mazzaracchio, sportivo italiano
- 18 giugno - Viveca Sten, scrittrice e economista svedese
- 18 giugno - Oscar Tacchi, dirigente sportivo e ex calciatore italiano
- 19 giugno - Alberto Balboni, politico italiano
- 19 giugno - Marcello Bellacicco, generale italiano
- 19 giugno - Cesare Bernardi, pilota motociclistico italiano
- 19 giugno - Laurent Biondi, dirigente sportivo, ex ciclista su strada e pistard francese
- 19 giugno - Ágnes Borka, ex cestista ungherese
- 19 giugno - Giuliano Compagno, scrittore e saggista italiano
- 19 giugno - Anne Hidalgo, politica francese
- 19 giugno - Jean-René Lemoine, regista e drammaturgo haitiano
- 19 giugno - Roberto Magris, pianista, compositore e arrangiatore italiano
- 19 giugno - Giuliano Tavaroli, carabiniere italiano
- 19 giugno - Stefano Vizioli, regista teatrale e direttore artistico italiano
- 19 giugno - Christian Wulff, avvocato e politico tedesco
- 20 giugno - Antonio Del Corvo, politico italiano
- 20 giugno - Van Hilleary, politico statunitense
- 20 giugno - Markku Jokinen, attivista e docente finlandese
- 20 giugno - Pietro Mianiti, direttore d'orchestra italiano
- 20 giugno - Riccardo Paolini, allenatore di pallacanestro italiano
- 20 giugno - Keryn Pratt, ex tennista australiana
- 20 giugno - Venancio Ramos, ex calciatore uruguaiano
- 20 giugno - Antonino Raspanti, vescovo cattolico italiano
- 20 giugno - Vito Vitale, mafioso italiano
- 20 giugno - Robert B. Weide, regista, sceneggiatore e produttore cinematografico statunitense
- 21 giugno - Richard Kuuia Baawobr, cardinale e vescovo cattolico ghanese († 2022)
- 21 giugno - Tom Chambers, ex cestista statunitense
- 21 giugno - Jorge Guerra, ex cestista e allenatore di pallacanestro brasiliano
- 21 giugno - Kathy Mattea, artista statunitense
- 21 giugno - Stefano Mingardo, attore e giocatore di football americano italiano († 2014)
- 21 giugno - Ugo Moriano, scrittore italiano
- 21 giugno - Piero Onesti, ex ciclista su strada italiano
- 21 giugno - Gigi Riva, giornalista e scrittore italiano
- 21 giugno - Derrick Rowland, ex cestista e allenatore di pallacanestro statunitense
- 21 giugno - Tshering Yangdon Wangchuck, regina bhutanese
- 21 giugno - Nimr Baqir al-Nimr, personalità religiosa saudita († 2016)
- 22 giugno - Sverre Brandhaug, ex calciatore norvegese
- 22 giugno - David Shulkin, medico e politico statunitense
- 22 giugno - Nicola Sirkis, cantante, chitarrista e regista francese
- 22 giugno - Stéphane Sirkis, chitarrista, tastierista e compositore francese († 1999)
- 22 giugno - Stefano Strappa, dirigente sportivo e ex calciatore italiano
- 22 giugno - Ed Viesturs, alpinista statunitense
- 22 giugno - Daniel Xuereb, ex calciatore francese
- 23 giugno - Alessandro Bartezzaghi, enigmista italiano
- 23 giugno - Santiago Chalmovsky, ex pallanuotista tedesco
- 23 giugno - Wim De Coninck, allenatore di calcio e ex calciatore belga
- 23 giugno - Maria Delmee, ex cestista olandese
- 23 giugno - Rune Gjestrumbakken, ex calciatore norvegese
- 23 giugno - James T. Kloppenberg, storico statunitense
- 23 giugno - Jorge Manuel Lopes Silva, ex calciatore portoghese
- 23 giugno - Booker Moore, giocatore di football americano statunitense († 2009)
- 23 giugno - Mariella Valentini, attrice italiana
- 23 giugno - Duane Whitaker, attore statunitense
- 24 giugno - Mario Casella, giornalista, scrittore e regista svizzero
- 24 giugno - Chris Childs, bassista e tecnico del suono britannico
- 24 giugno - Juan Alberto Cruz, ex calciatore honduregno
- 24 giugno - Dan Gilroy, sceneggiatore e regista statunitense
- 24 giugno - John Gilroy, montatore statunitense
- 24 giugno - Gilberto Gomes, ex calciatore portoghese
- 24 giugno - Andy McCluskey, cantante, bassista e compositore britannico
- 24 giugno - Amado Pérez, ex calciatore paraguaiano
- 24 giugno - Crispian Sallis, scenografo britannico
- 24 giugno - Ljiljana Stanojević, ex cestista jugoslava
- 25 giugno - Lucian Bălan, calciatore e allenatore di calcio rumeno († 2015)
- 25 giugno - Alberto Bergossi, procuratore sportivo e ex calciatore italiano
- 25 giugno - Ștefan Constantin, ex rugbista a 15 rumeno
- 25 giugno - Lutz Dombrowski, ex lunghista tedesco
- 25 giugno - Rob Gonsalves, pittore canadese († 2017)
- 25 giugno - Jeff Hastings, ex saltatore con gli sci statunitense
- 25 giugno - Serhij Jaščenko, allenatore di calcio e ex calciatore ucraino
- 25 giugno - Kostadin Kostadinov, ex calciatore bulgaro
- 25 giugno - David Larson, ex nuotatore statunitense
- 25 giugno - Vinko Pandurević, militare serbo
- 25 giugno - Ferdinand Richard, bassista e compositore francese
- 25 giugno - Barbara Rosiek, scrittrice, poetessa e psicologa polacca († 2020)
- 25 giugno - Paris Themmen, attore statunitense
- 26 giugno - Stef Burns, chitarrista statunitense
- 26 giugno - Maurizio Lucchetti, allenatore di calcio e ex calciatore italiano
- 26 giugno - Francis Magee, attore irlandese
- 26 giugno - Mark McKinney, attore, comico e imitatore canadese
- 27 giugno - Francisco Bonet Serrano, ex calciatore spagnolo
- 27 giugno - Abdelhamid Hergal, ex calciatore tunisino
- 27 giugno - Dan Jurgens, fumettista statunitense
- 27 giugno - Janusz Kamiński, direttore della fotografia polacco
- 27 giugno - Ferdinando Meglio, maestro di scherma e ex schermidore italiano
- 27 giugno - Jeff Miller, politico statunitense
- 27 giugno - Lorrie Morgan, cantante statunitense
- 27 giugno - Khadja Nin, cantante burundese
- 27 giugno - Guðlaugur Pétur Pétursson, allenatore di calcio e ex calciatore islandese
- 28 giugno - Predrag Bojić, ex cestista e dirigente sportivo jugoslavo
- 28 giugno - Clint Boon, musicista, tastierista e conduttore radiofonico inglese
- 28 giugno - Agostino Braca, scacchista italiano
- 28 giugno - Oreste Castagna, attore italiano
- 28 giugno - Brad Fraser, drammaturgo e sceneggiatore canadese
- 28 giugno - Frank Wörndl, ex sciatore alpino tedesco
- 29 giugno - Mike Bauer, ex tennista statunitense
- 29 giugno - P. Lion, musicista, cantante e produttore discografico italiano
- 29 giugno - Rob Rock, cantante statunitense
- 29 giugno - Gary Rydstrom, tecnico del suono e regista statunitense
- 29 giugno - Kai Suikkanen, allenatore di hockey su ghiaccio e ex hockeista su ghiaccio finlandese
- 29 giugno - Atsushi Uchiyama, allenatore di calcio e ex calciatore giapponese
- 30 giugno - Raffaella Bragazzi, conduttrice televisiva e conduttrice radiofonica italiana
- 30 giugno - Barbara Comstock, politica statunitense
- 30 giugno - Vincent D'Onofrio, attore, regista e produttore cinematografico statunitense
- 30 giugno - Simonetta Di Pippo, astrofisica italiana
- 30 giugno - Eugenio Giani, politico italiano
- 30 giugno - Daniel Goldhagen, scrittore statunitense
- 30 giugno - Mirza Kapetanović, ex calciatore jugoslavo
- 30 giugno - Brendan Perry, musicista, cantante e polistrumentista inglese
- 30 giugno - Dave Thompson, attore britannico
- 30 giugno - Sandra Verda, scrittrice e fumettista italiana († 2014)
- 30 giugno - Cédric Vásquez, ex calciatore peruviano